# Gisekia diffusa
Gisekia diffusa är en tvåhjärtbladig växtart som beskrevs av Michael George Gilbert. Gisekia diffusa ingår i släktet Gisekia och familjen Gisekiaceae. Inga underarter finns listade i Catalogue of Life.